# Патријарх српски
Патријарх српски (пуна титула „архиепископ пећки, митрополит београдско-карловачки и патријарх српски”) врховни је поглавар Српске православне цркве.
Предсједник је Светог архијерејског сабора, Светог архијерејског синода и Патријаршијског управног одбора. Патријарх има сва права и дужности епархијског архијереја у својој Архиепископији београдско-карловачкој и њом управља уз помоћ својих викарних епископа.
Од 18. фебруара 2021. патријарх српски је Порфирије (46. по реду).

## Титуле
Титула првог патријарха самосталне српске цркве Јоаникија II није сасвим сигурна. У предговору Душановог законика назива се он „преосвећеним патријархом кир Јоаникијем”, дакле без праве и потпуне титуле. У писму папе Инокентија IV које је било упућено патријарху Јоаникију из Авињона, крајем 1354, пише: патријарху Србије (Joanichio Patriarchae serviae). Прва титула је могуће, гласила: "патријарх Србима — српски (Србљем). Ширењем српске цркве на грчке области и титула је проширена и Јоаникије је назван патријархом „Србљем и Грком”.
Након уједињења обласних српских цркава 1920 било је неколико званичних верзија титуле српског патријарха.
Прва је била Српски Патријарх Православне Цркве Краљевине Срба, Хрвата и Словенаца.
Уследила је: Димитрије, Божјом вољом први српски Патријарх обновљене Српске Патријаршије, Архиепископ Пећски и Карловачки и Митрополит Београдски. Архиепископ Београдски, Патријарх Српски, Димитрије. Димитрије, Први Патријарх Српски, Архиепископ Пећски и Митрополит Београдско-Карловачки. Од 1922. до данас је оваква титула: Архиепископ Пећски, Митрополит Београдско-Карловачки и Патријарх Српски Разлика је само што је временом изостављено слово с код пећски, па је у данашњој титули пећки, како је било и 1940. године.

## Избор
Избор патријарха српског се врши на засједању Светог архијерејског сабора, проширеном и активним викарним епископима, и то најдаље у року од три мјесеца од дана када се патријаршки престо упразни. Бира се између активних епархијских архијереја који управљају епархијом најмање пет година.
Патријарх српски се бира када је присутно најмање двије трећине чланова, под предсједништвом најстаријег архијереја по посвећењу и то жријебом између тројице кандидата изабраних тајним гласањем и апсолутном већином. Одсутни архијереји могу овластити друге епархијске архијереје да уместо њих гласају, с тим да један архијереј може бити опуномоћен само једним гласом.
Раније је патријарха српског бирао Изборни сабор Српске православне цркве којег су поред архијереја сачињавала и поједина свештена и световна лица.

## Дјелокруг
Патријарх, као врховни поглавар Српске православне цркве, сем права која му дају канони и црквени прописи, има још и ова:
- представља Српску православну цркву пред осталим аутокефалним црквама;
- представља Српску православну цркву на црквеним, државним и народним свечаностима;
- одржава јединство у јерархији Српске православне цркве;
- посвећује по црквеним прописима, лично или преко овлашћених архијереја, лица изабрана за епархијске и викарне епископе;
- освећује свето миро за цијелу Српску православну цркву;
- даје одсуство епархијским архијерејима изван њихових епархија;
- носи, као нарочито црквено одличје, бијелу панакамилавку с крстом и панагију свих српских светитеља, даровану од стране државе првом српском патријарху обновљене Српске патријаршије, која остаје као насљеђе свих патријараха;
- првенствује при богослужењу, и ословљава се са „Свјатјејши” и „Светости”;
- помиње се на архијерејским литургијама од архијереја у цијелој Српској православној цркви;
- даје црквена одликовања и одличја, по уредби коју прописује Свети архијерејски сабор;
- поставља декретом службенике по Уставу;
- управља црквама и мисијским подручјима у иностранству, гдје нема организоване српске православне епархије.

## О Српској патријаршији
Са османским провалама настају тешка времена за Српску патријаршију. Услед турских освајања, са померањем државног тежишта ка северу, померају се и црквени центри. У 15. веку се спомињу Београдска и смедеревска митрополија. Манастирски центри такође се померају на север. Манастири које су градили кнез Лазар и његови наследници налазе се сви у Поморављу и Подунављу. Из овог времена сачувано је мало историјске грађе на основу које би могли пратити подробније последице турских освајања на српску цркву. Уочљиво је само да су многи средњовековни српски манастири запустели или им се чак губи траг.
Након турског освајања Београда (1521) и победе и бици на Мохачу (1526) долази до значајних промена. У то време, под вођством смедеревског митрополита Павла започиње борба за обнову Српске патријаршије са средиштем у Пећи. Током наредних година, Павле је постигао низ привремених успеха, поставши накратко архиепископ пећки и патријарх српски. Иако је његов покрет на крају доживео неуспех (1541), тежња ка обнови Српске патријаршије није напуштена.
Прилика за обнову се појавила нешто касније, у време када је знатан утицај на турском двору имао везир (и потоњи велики везир) Мехмед-паша Соколовић (1555—1579), који је био српског порекла. У таквим околностима Макарије, брат Мехмед-пашин, добио је берат којим га је султан потврдио за првог патријарха обновљене Српске патријаршије са средиштем у Пећи (1557—1571; умро 1574). Обновљена српска црква под турском влашћу добила је иста права и повластице које је турски султан дао Васељенској патријаршији.
Раздобље које следи обележено је борбама са Турцима, било је ту и периода кратких примирја, која су искоришћена за обнову и изградњу порушених храмова, али би затим увек уследила турска одмазда која је бивала све страшнија. Тако је 11.септембра 1766. године султан издао берат којим се: „… Од сада укида и само име Пећке патријаршије, с тим да се ни под којим условом не дозвољава њена обнова, па чак ни подношење молбе у том погледу”. Био је ово прави насилни акт над једном аутокефалном црквом. До обнове патријаршије долази тек 1920. године после стварања Краљевине Срба, Хрвата и Словенаца.
Патријарх Српске православне цркве носи титулу: архиепископ пећки, митрополит београдско-карловачки и патријарх српски.

## Списак српских патријарха
|     | од   | до   | Патријарх     |                       |
| --- | ---- | ---- | ------------- | --------------------- |
| 1.  | 1346 | 1354 | Јоаникије II  | архиепископ 1338—1346 |
| 2.  | 1354 | 1375 | Сава IV       |                       |
| 3.  | 1375 | 1379 | Јефрем        |                       |
| 4.  | 1379 | 1389 | Спиридон      |                       |
|     | 1389 | 1390 | Јефрем        | поновни избор         |
| 5.  | 1390 | 1396 | Данило III    |                       |
| 6.  | 1396 | 1406 | Сава V        |                       |
| 7.  | 1406 | 1407 | Данило IV     |                       |
| 8.  | 1407 | 1419 | Кирило I      |                       |
| 9.  | 1420 | 1435 | Никон         |                       |
| 10. | 1446 | 1446 | Теофан        |                       |
| 11. | 1446 | 1453 | Никодим II    |                       |
| 12. | 1453 | 1463 | Арсеније II   |                       |
|     | 1463 | 1526 |               | Патријаршија укинута  |
|     | 1526 | 1541 | Павле I       | покушај обнове        |
|     | 1541 | 1557 |               | Патријаршија укинута  |
| 13. | 1557 | 1571 | Макарије      |                       |
| 14. | 1571 | 1575 | Антоније      |                       |
| 15. | 1575 | 1586 | Герасим       |                       |
| 16. | 1587 | 1587 | Саватије      |                       |
| 17. |      |      | Никанор I     | из поменика           |
| 18. | 1589 | 1591 | Јеротеј       |                       |
| 19. | 1591 | 1592 | Филип         |                       |
| 20. | 1592 | 1614 | Јован         |                       |
| 21. | 1614 | 1647 | Пајсије I     |                       |
| 22. | 1648 | 1655 | Гаврило I     |                       |
| 23. | 1655 | 1674 | Максим I      |                       |
| 24. | 1674 | 1690 | Арсеније III  |                       |
| 25. | 1691 | 1710 | Калиник I     |                       |
| 26. | 1711 | 1712 | Атанасије I   |                       |
| 27. | 1712 | 1725 | Мојсије I     |                       |
| 28. | 1725 | 1737 | Арсеније IV   |                       |
| 29. | 1739 | 1746 | Јоаникије III |                       |
| 30. | 1747 | 1752 | Атанасије II  |                       |
| 31. | 1752 | 1752 | Гаврило II    |                       |
| 32. | 1752 | 1758 | Гаврило III   |                       |
| 33. | 1758 | 1758 | Викентије I   |                       |
| 34. | 1758 | 1758 | Пајсије II    |                       |
| 35. | 1758 | 1758 | Гаврило IV    |                       |
| 36. | 1758 | 1763 | Кирило II     |                       |
| 37. | 1763 | 1765 | Василије I    |                       |
| 38. | 1765 | 1766 | Калиник II    |                       |
|     | 1766 | 1920 |               | Патријаршија укинута  |
| 39. | 1920 | 1930 | Димитрије     |                       |
| 40. | 1930 | 1937 | Варнава       |                       |
| 41. | 1938 | 1950 | Гаврило V     |                       |
| 42. | 1950 | 1958 | Викентије     |                       |
| 43. | 1958 | 1990 | Герман        |                       |
| 44. | 1990 | 2009 | Павле         |                       |
| 45. | 2010 | 2020 | Иринеј        |                       |
| 46. | 2021 |      | Порфирије     |                       |